# 芭芭拉·许特佩尔茨
芭芭拉·许特佩尔茨（德語：Barbara Schüttpelz，1956年9月9日—），德国女子皮划艇运动员。她曾代表西德参加1976年和1984年夏季奥林匹克运动会皮划艇比赛，获得一枚银牌和一枚铜牌。